# Roscanvel
Roscanvel é uma comuna francesa na região administrativa da Bretanha, no departamento Finisterra. Estende-se por uma área de 9,14 km². Em 2010 a comuna tinha 866 habitantes (densidade: 94,7 hab./km²).